# Gà nướng đất sét

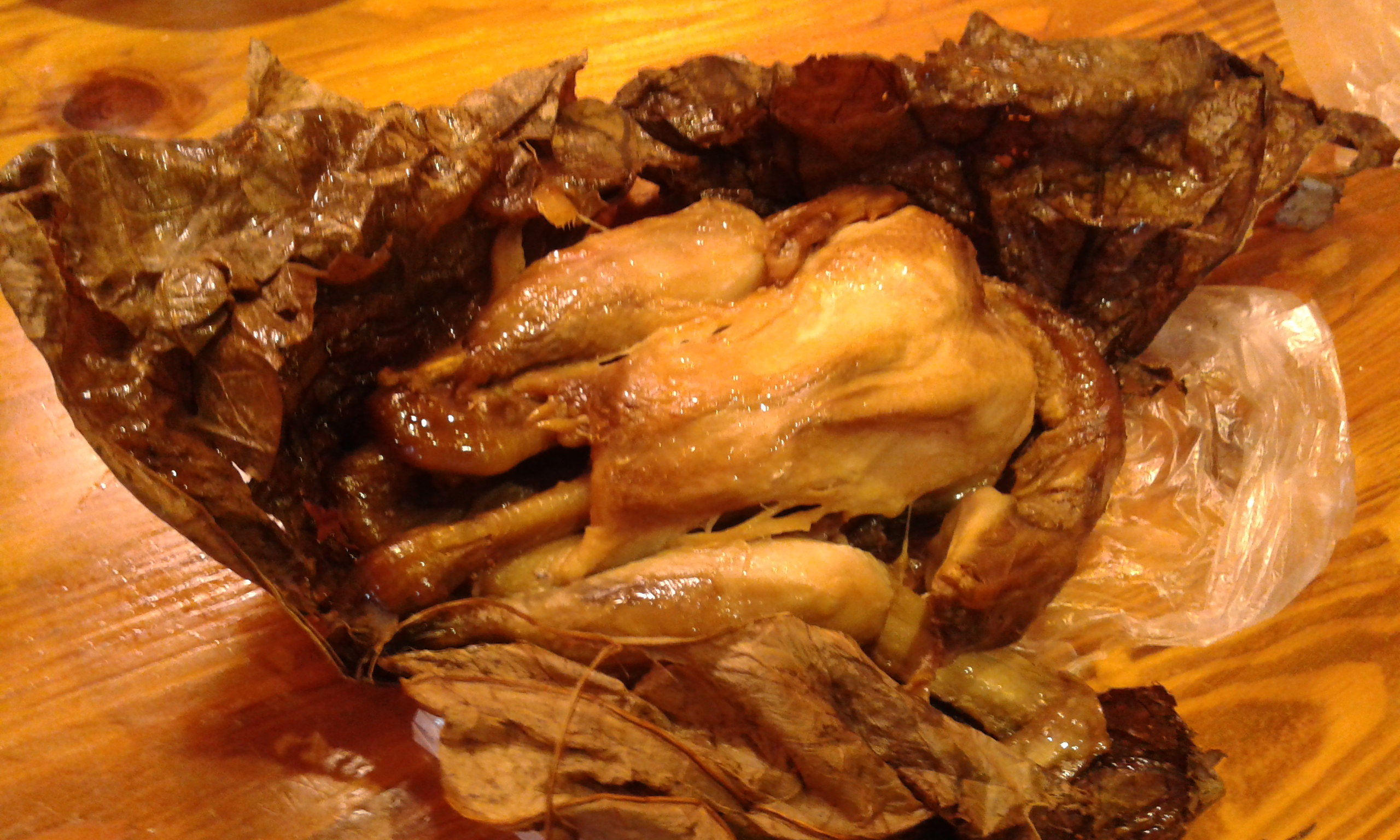
Một món gà nướng đất sét với lá sen

Gà nướng đất sét hay còn gọi là Gà ăn mày (chữ Hán: 叫化雞, bính âm: jiàohuā jī, Hán Việt: khiếu hoa kê, tiếng Anh: Beggar's chicken) là một món gà của người Trung Quốc được nhồi, gói trong đất sét và lá sen (hoặc lá chuối hay lá tre để thay thế), sau đó nướng từ từ trên lửa nhỏ. Quá trình chế biến món ăn có thể mất đến sáu giờ. Mặc dù gà ăn mày được chế biến theo truyền thống bằng đất sét, nhưng người ta đã phát triển những công thức mới nhằm làm cho quá trình chế biến trở nên an toàn hơn. Món ăn thường được nướng bằng bột, nướng trong bao, nồi nấu bằng sứ hoặc lò nướng đối lưu.
Có thông tin cho rằng Tổng thống Hoa Kỳ lúc bấy giờ, Richard Nixon, rất thích món ăn này trong chuyến thăm Trung Quốc năm 1972.